# Udo Zindel
Udo Zindel (* 1956) ist ein deutscher Autor und Redakteur.

## Leben
Udo Zindel besuchte die Deutsche Journalistenschule in München und studierte Geografie, Politische Wissenschaften und Neuere Geschichte an der Ludwig-Maximilians-Universität. Von 1985 bis 1987 war er Fulbright-Stipendiat an der Arizona State University, Tempe (USA). Von 1987 bis 2019 arbeitete er als Hörfunk-Reporter, Feature-Autor, Redakteur und Regisseur für die Kulturprogramme des Süddeutschen Rundfunks/ Südwestrundfunks und anderer ARD-Anstalten. An den Universitäten Tübingen und Konstanz unterrichtet er als Gastdozent. Seit 2011 ist Udo Zindel Yogalehrer (BDYoga).

## Auszeichnungen
- 2023: Stipendium des Förderkreises der Schriftsteller:innen in Baden-Württemberg für das literarische Projekt "Heiß ersehntes Amerika".
- 2014: Deutscher Radiopreis, Nominierung für die Kategorie „Beste Comedy“, zusammen mit Toningenieur Wolfgang Rein, für den 1. April-Fake „Fenster in die Steinzeit – ein archäologischer Sensationsfund und die Folgen“, SWR 2014
- 2007: Robert Geisendörfer Preis, zusammen mit Regisseur Nikolai von Koslowski, für das Feature „Der konkrete Schrecken des Krieges – die Bundeswehr und der Tod“, MDR /RBB 2006
- 1999: Erster Radiopreis der RIAS Berlin Kommission, zusammen mit Bert Heinrich, für die sechsteilige Feature-Reihe „Heiß ersehntes Amerika“, SWR 1998
- 1995: Erster Radiopreis der internationalen Jury der RIAS Berlin Kommission, zusammen mit anderen Autoren des S2-Kultur Schwerpunktes  „Stars ‘n‘ Stripes“, SDR/SWF 1995

## Veröffentlichungen
- Heiß ersehntes Amerika – Auf den Fährten zweier Auswanderer. Osburg Verlag Hamburg. Erscheint Ende August 2024. ISBN 978-3-95510-358-3
- Zusammen mit Wolfgang Rein (Hg): Das Radio-Feature. Incl. CD mit Hörbeispielen. 2. Auflage, Konstanz: UVK, 2007. ISBN 978-3-89669-499-7
- Grün im Gesicht. Über die Schreibangst. In: Friederike Herrmann (Hg.): Unter Druck. Die journalistische Textwerkstatt. Erfahrungen, Analysen, Übungen. VS Verlag für Sozialwissenschaften, Wiesbaden 2006. ISBN 3-531-14223-2, ISBN 978-3-531-14223-4
- Zusammen mit Wolfgang Rein: Mit dem Mikrofon vor Ort. Tipps für Reporter und Autoren. HF Produktion und Sendebetrieb/Redaktion SWR2 Wissen. Südwestrundfunk 2002. https://www.swr.de/-/id=2177086/property=download/nid=660374/7cj2l3/mikrofon-broschuere.pdf
- Realität hörbar machen! Totgesagte leben länger: Das Feature hat alle Angriffe der Formatierer überstanden und hält wieder Einzug, selbst in Jugendwellen. Teil 1 des Feature Workshops. CUT, Nummer 2, Februar 2000, Seite 54ff.
- Dramaturgischer Brückenbau. Der gelungene Einstieg und der gute Abgang. Teil 2 des Feature-Workshops. CUT, Nummer 3, März 2000, Seite 48ff.
- Radiophone Sternennacht. Was zur gelungenen Dramaturgie gehört. Teil 3 des Feature-Workshops. CUT, Nummer 4, April 2000, Seite 44ff.
- Lob der Länge. Oft tot gesagt, aber nie gestorben: In Radio-Programmnischen hat die „große Form“ der Dokumentation überlebt. CUT, Nummer 3, März 1998.
- Zusammen mit Wolfgang Rein (Hg.): Das Radio-Feature – Ein Werkstattbuch inkl. CD mit Hörbeispielen. Erste Auflage,  UVK Medien, Reihe Praktischer Journalismus, Band 34, Konstanz 1997.